# 鯨波村
鯨波村（くじらなみむら）は、かつて新潟県刈羽郡にあった村。現在の柏崎市鯨波に相当する。

## 地理
北側は日本海に面する。
東は柏崎市街、西は米山三里を経て鉢崎に至る。

## 沿革
その昔は桂浜（かつらはま）と呼ばれていた。一説によればある時、鯨が浜に揚がったことにより鯨波というようになった（諸説あり）。
- 1598年（慶長3年）堀秀治が春日山城に入城。河内村を鯨波村に編入合併。
- 1610年（慶長15年）北国街道の「宿」に指定される。北国街道は佐渡の金を江戸に運ぶために整備された。次の鉢崎宿までは米山三里という難所があり住民は賦役に難渋した。
- 1710年（宝永7年）松平越中守家領。（高田藩）
- 1741年（寛保元年）松平定賢が白河に移封、白河藩飛地領となる。
- 1823年（文政6年）松平家の転封に伴い桑名藩飛地領となる。
- 1868年（慶応4年）閏4月27日 - 戊辰の役・鯨波戦争、新政府軍と桑名藩士が鯨波で激突。砲火により民家炎上。
- 1878年（明治11年）9月10日 - 明治天皇巡幸、下條家で小休止の後、海の見える高台で野立てをおこなう。（現在の御野立公園）
- 1889年（明治22年）4月1日 - 町村制施行に伴い刈羽郡鯨波村が村制施行し、鯨波村が発足。
- 1904年（明治37年）4月1日 - 北越鉄道（現在のJR信越本線）の駅として鯨波駅が開業。後に鯨波海水浴場が人気となり夏の観光地として賑わう。
- 1940年（昭和15年）4月1日 - 刈羽郡柏崎町に編入され消滅。